# Харпер-Кру, Джордж
Джордж Харпер-Кру, 8-й баронет (англ. George Harpur Crewe, 8th Baronet; 1795—1844) — британский политик-тори, представлявший в Парламенте избирательный округ Южный Дербишир.

## Биография
Харпер-Кру был старшим сыном сэра Генри Кру, 7-го баронета, и его жены Энн Хокинс, дочери Айзека Хокинса. Сэр Генри при рождении получил фамилию Харпер, но принял титул и герб семьи Кру (англ.) собственноручной подписью монарха в 1808 году.
Джордж Харпер-Кру обучался в школе Рагби. После смерти сэра Генри, который умер 7 февраля 1818 года в результате падения со скамейки своей брички, он в возрасте 24 лет унаследовал титул баронета, семейную резиденцию Аббатство Колк и обширные владения в Дербишире, Стаффордшире и Лестершире.

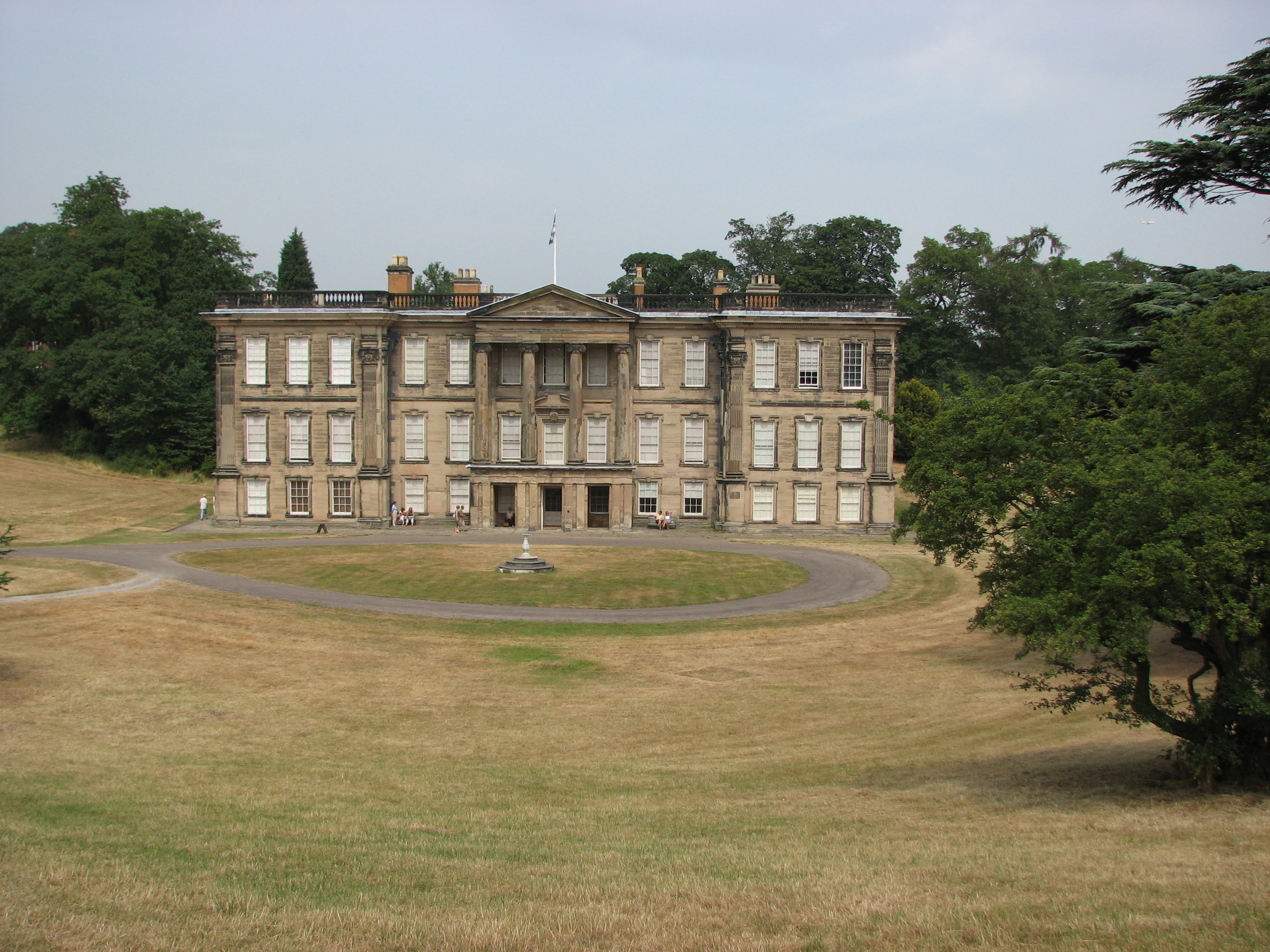
Аббатство Колк.

Харпер-Кру был назначен шерифом графства Дербишир в 1821 году и первым его действием стала попытка положить конец «Балу присяжных», написав письмо о жестокости и бессердечности мирских веселий и ожиданий, пока другие дрожат за свою судьбу и, возможно, жизнь. После нескольких лет надзора над своими поместьями в 1835 году его убедили стать членом Парламента от Южного Дербишира, а в 1837 году он был переизбран. Его здоровье было всегда хилым и он ушёл на пенсию в 1841 году.
Джордж Харпер-Кру был выдающимся филантропом с твёрдыми христианскими принципами и считался «слишком добросовестным для члена парламента». Семья Кру состояла из видных коллекционеров: сэр Джордж собирал картины, чучела птиц и животных. Харпер-Кру стал президентом «Городского и графского музея и естественнонаучного общества Дерби» в 1836 году; эта организация позже стала музеем и художественной галереей Дерби.
Умер у себя дома в Аббатстве Колк.
Харпер-Кру женился в 1819 году на Джейн Уайтекер, дочери викария Томаса Уайтекера. У них было шесть детей, и ему наследовал его сын сэр Джон Харпер-Кру, 9-й баронет.

## Комментарии
1. ↑  Прабабушкой 7-го баронета была Кэтрин (1682—1745) — дочь 2-го барона Кру (англ.).